# Mundy (Sänger)

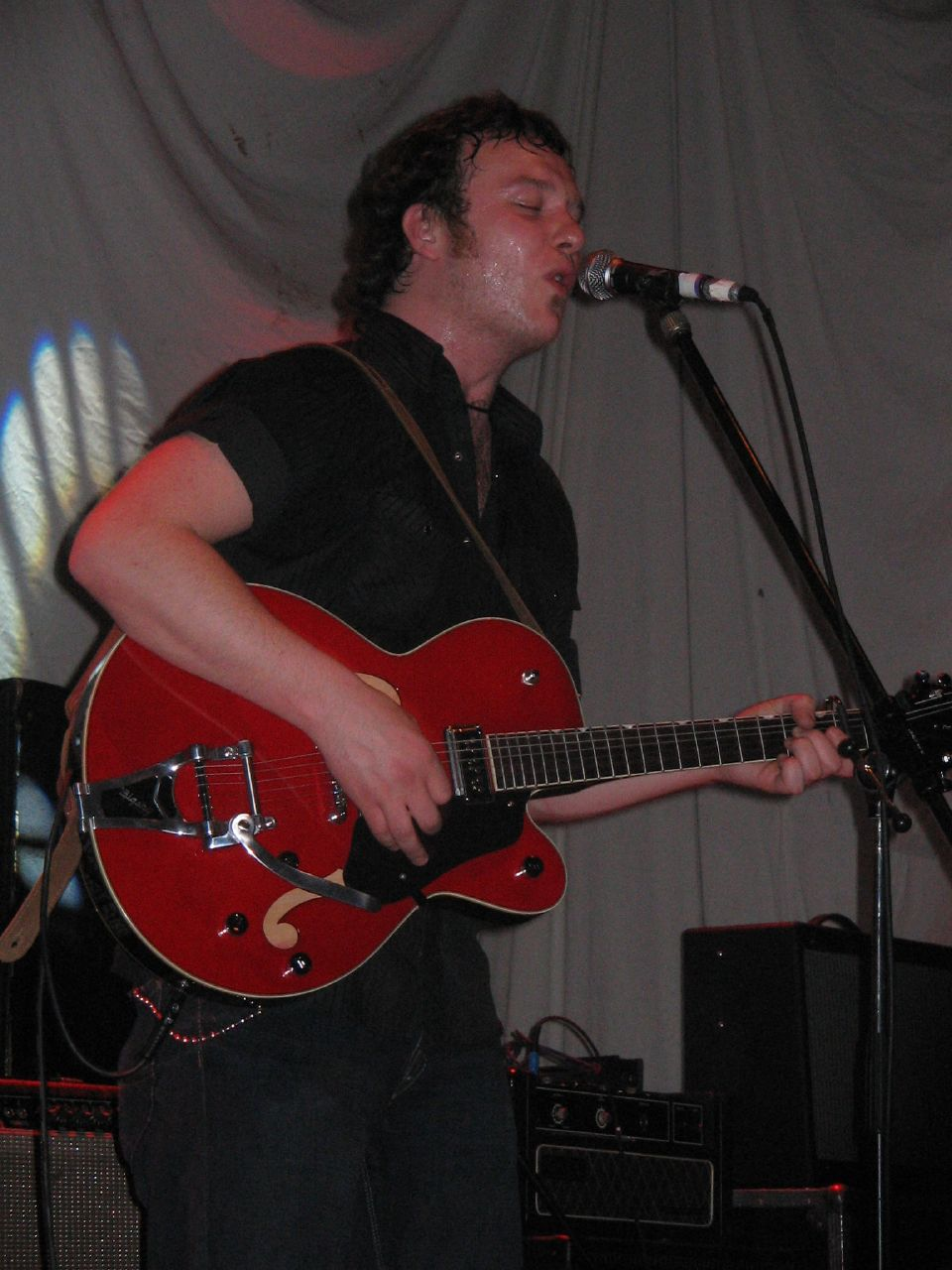
Mundy 2005

Mundy, eigentlich Edmond Enright (* 19. Mai 1975 in Birr, County Offaly), ist ein irischer Sänger und Songschreiber.

## Biographie
Er veröffentlichte sein Debütalbum Jellylegs 1996 bei Epic Records. Es enthält den Song "To You I Bestow", der für den Soundtrack zu Baz Luhrmanns Kinoadaptation von Romeo und Julia verwendet wurde.
Im Jahr 2000 musste Mundy Epic während seiner Arbeit am zweiten Album, The Moon Is a Bullethole, verlassen. Darum erschien nur eine Vier-Track-EP unter diesem Namen.
2002 konnte Mundy 24 Star Hotel über das selbst gegründete Label Camcor Records veröffentlichen. Es erreichte Dreifach-Platin und verkaufte sich allein in Irland über 45 000 Mal.
Nachdem auch das dritte Album Raining Down Arrows (2004) in Irland Platinstatus erreichte und auf Platz 1 der Charts gelandet war, galt Mundy als einer der populärsten irischen Sänger. Er tourte durch Großbritannien mit der Songwriterlegende Jimmy Webb und spielte als Supportact für The White Stripes und Oasis. Dem in Irland sehr erfolgreichen Livealbum mit dazugehöriger DVD (Live & Confusion) von 2006 folgte 2008 Live at Oxegen. 
2009 nahm Mundy 2009 sein viertes Studioalbum, Strawberry Blood mit dem irischen Produzenten Joe Chester auf. Das Album enthält Features mit Shane MacGowan und Gemma Hayes. Es stieg in den irischen Charts auf Platz 14. Für das Folgealbum Shuffle von 2011 stellte Mundy eine Reihe von Covern seiner Singer-/Songwriter-Vorbilder wie etwa Bob Dylan oder Paul Simon zusammen.
Am 11. Juni 2016 präsentierte Mundy zusammen mit Sharon Shannon das Lied (The) Galway Girl in Galway City bei einer Street Performance gemeinsam mit über 15.000 Teilnehmern, darunter We Banjo 3, Amazing Apples, Roisin Seoighe, Lackagh Comhaltas und der Galway Rose Rosie Burke.

## Diskografie

### Alben
| Jahr | Titel               | Höchstplatzierung, Gesamtwochen, AuszeichnungChartsChartplatzierungen (Jahr, Titel, Platzierungen, Wochen, Auszeichnungen, Anmerkungen) | Anmerkungen |
| Jahr | Titel               | IE | Anmerkungen |
| ---- | ------------------- | --- | ----------- |
| 2002 | 24 Star Hotel       | IE9 ×2Doppelplatin · (76 Wo.)IE |             |
| 2003 | Jellylegs           | IE47 (4 Wo.)IE |             |
| 2004 | Raining Down Arrows | IE1 Platin · (15 Wo.)IE |             |
| 2006 | Live & Confusion    | IE6 Platin · (62 Wo.)IE |             |
| 2009 | Strawberry Blood    | IE14 (4 Wo.)IE |             |
| 2011 | Shuffle             | IE66 (1 Wo.)IE |             |
| 2015 | Mundy               | IE8 (2 Wo.)IE |             |

### Singles
| Jahr | Titel Album                         | Höchstplatzierung, Gesamtwochen, AuszeichnungChartplatzierungen (Jahr, Titel, Album, Platzierungen, Wochen, Auszeichnungen, Anmerkungen) | Höchstplatzierung, Gesamtwochen, AuszeichnungChartplatzierungen (Jahr, Titel, Album, Platzierungen, Wochen, Auszeichnungen, Anmerkungen) | Anmerkungen                                   |
| Jahr | Titel Album                         | IE | UK | Anmerkungen                                   |
| ---- | ----------------------------------- | --- | --- | --------------------------------------------- |
| 1996 | To You I Bestow –                   | — | UK60 (1 Wo.)UK |                                               |
| 1996 | Life’s a Cinch –                    | — | UK75 (1 Wo.)UK |                                               |
| 1997 | Pardon Me –                         | — | UK79 (1 Wo.)UK |                                               |
| 2001 | Mexico –                            | IE39 (4 Wo.)IE | — |                                               |
| 2004 | 10,000 Miles Away (From Harm) –     | IE45 (1 Wo.)IE | — |                                               |
| 2006 | July –                              | IE12 (16 Wo.)IE | — |                                               |
| 2007 | Galway Girl –                       | IE1 (83 Wo.)IE | — | mit Sharon Shannon                            |
| 2008 | July (live) –                       | IE40 (4 Wo.)IE | — |                                               |
| 2012 | Tiny Dancer – A Song for Lily-Mae – | IE1 (7 Wo.)IE | — | mit Paddy Casey, Declan O’Rourke & Mary Black |
| 2013 | Jigsaw Man –                        | IE5 (2 Wo.)IE | — |                                               |
| 2013 | Turn Off the Silence –              | IE84 (1 Wo.)IE | — | mit Róisín O                                  |